# Cechetra pollux
Cechetra pollux is een vlinder uit de familie van de pijlstaarten (Sphingidae). De wetenschappelijke naam van de soort werd in 1875 gepubliceerd door Boisduval als Choerocampa pollux.